# Västsaharas nationalråd
Västsaharas nationalråd är den lagstiftande församlingen, parlamentet, i Västsahara, eller egentligen i Sahariska arabiska demokratiska republiken (SADR), som 1976 utropades av den västsahariska befrielserörelsen Front Polisario.

## Bakgrund
Den västsahariska republiken utropades i februari 1976, efter att de spanska trupperna lämnat den tidigare kolonin. Förenta nationerna hade sedan tidigare krävt att området skulle avkoloniseras och därmed överlämnas till västsaharierna, men det blev istället, med början 1975, till största delen ockuperat av Marocko och Mauretanien, i strid mot folkrätten. Ungefär två tredjedelar av Västsahara är idag fortfarande ockuperat, av Marocko, och exilregeringen är förlagd till de västsahariska flyktinglägren i Tindouf i Algeriet.

## Nationalrådet

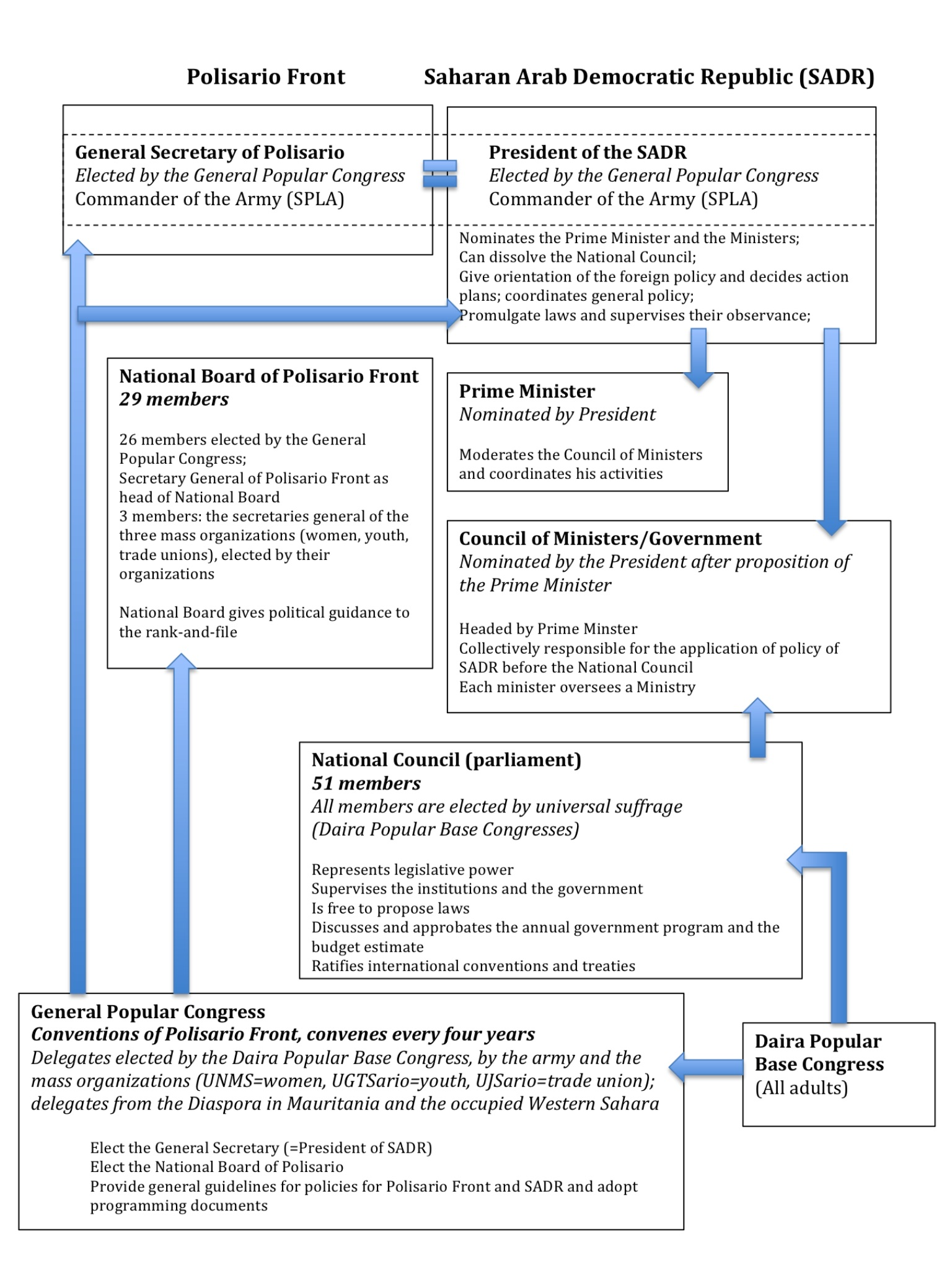
Polisarios och SADR:s nuvarande politiska system i översikt

Nationalrådet bildades som ett provisoriskt parlament den 28 november 1975, och när det utropade den nya republiken, SADR, den 27 februari 1976 blev det landets parlament. På Polisarios tredje Allmänna folkkongress i augusti 1976, med ledamöter valda av folkkongresser i varje daira, distrikt, antogs SADR:s första konstitution och ett nyvalt nationalråd kunde tillsättas formellt.
Tifariti, beläget i icke ockuperat, västsahariskt område, är idag provisorisk huvudstad, och huvudsakligt säte för nationalrådet.
Man har enkammarsystem med, sedan 2012, 52 platser, och val hålls vartannat år.
Talman är sedan 2020 Hamma Salama. Han efterträdde Khatri Adduh.

## Provisoriskt enpartisystem
Polisario är fortfarande det enda partiet. Dess program är huvudsakligen inriktat på befrielsen av Västsahara, och man har uppskjutit interna politiska diskussioner tills detta mål är nått. Kopplingen mellan Polisario och staten, SADR, ska enligt konstitutionen bara finnas kvar tills man har en självständig stat inom Västsaharas hela område, varefter konstitutionens föreskrivna parlamentariska demokrati ska gälla.